# Véhicule électrique en Irlande
L'adoption de véhicules électriques en Irlande est activement soutenue par l'Union européenne. Diverses politiques ont été mises en place pour apporter un soutien financier direct aux consommateurs et aux fabricants, des incitations non monétaires, des subventions pour le déploiement d'infrastructures de recharge et des réglementations à long terme avec des objectifs spécifiques. En particulier, le règlement de l'UE qui a fixé des objectifs obligatoires pour les émissions moyennes de CO2 du parc automobile pour les nouvelles voitures a contribué efficacement à l'adoption réussie des voitures rechargeables au cours des dernières années.
En janvier 2022, environ 47 000 véhicules électriques circulent en Irlande. Cela représente environ 13 % des ventes de véhicules neufs entièrement électriques, tandis que les véhicules hybrides rechargeables représentent 7 % du marché.

## Politiques gouvernementales
En 2022, le gouvernement irlandais offre une prime de 5 000€ pour l'achat d'un véhicule électrique.
Ce bonus peut atteindre jusqu'à 25 000 € pour les chauffeurs de taxi qui remplacent leurs taxis à moteurs thermiques par des véhicules électriques.
Le gouvernement vise officiellement un objectif de 40% de véhicules électriques dans le pays à l'horizon 2030.

## Bornes de recharge
En décembre 2021, le pays compte 1 350 stations de recharge publiques.
Le gouvernement irlandais offre 600€ d'aides à l'installation de station de recharge.

## Opinion publique
Dans une enquête de 2022 menée par Energia et l'Irish Electric Vehicle Owners Association, 87 % des personnes interrogées déclarent que le gouvernement irlandais « ne faisait pas assez » pour promouvoir les véhicules électriques.